# سفارة بولندا في فرنسا
سفارة بولندا في فرنسا هي أرفع تمثيل دبلوماسي لدولة بولندا لدى فرنسا. تقع السفارة في باريس وهي تهدف لتعزيز المصالح البولندية في فرنسا.

## وصلات خارجية
- الموقع الرسمي
- قائمة سفارات بولندا
- قائمة السفارات في فرنسا